# Волрад V фон Валдек
Волрад V фон Валдек (на немски: Wolrad V von Waldeck; * 5 ноември 1625, Аролзен; † 29 януари 1657, Бартенщайн, Полша) от фамилията на графовете на Валдек-Айзенберг, е генерал-майор на Бранденбург.

## Биография
Той е най-малкият син на граф Волрад IV фон Валдек-Айзенберг (1588 – 1640) и съпругата му Анна фон Баден-Дурлах (1587 – 1649), дъщеря на маркграф Якоб III фон Баден-Хахберг. Брат е на граф Филип Дитрих (1614 – 1645), който наследява баща им като граф през 1640 г. и на Георг Фридрих (1620 – 1692), първият княз на Валдек.
През 1655 г. Волрад V е полковник със своята инфантерия при курфюрст Фридрих Вилхелм фон Бранденбург. През 1656 г. той става генерал-майор.
Волрад се разболява от едра шарка през януари 1657 г. във военния лагер в Мазурия и умира. По нареждане на брат му Георг Фридрих той е закаран в Корбах и е погребан там в църквата „Св. Николай“.